# Steve Williams (batterista)
Steve Williams (Rochester, 7 gennaio 1956) è un batterista statunitense.

## Biografia
Batterista jazz, ha acquisito capacità e notorietà accompagnando, per venticinque anni, una delle più importanti pianiste e cantanti di questo genere di musica, Shirley Horn.
Williams è cresciuto a Washington e ha studiato all'università di Miami. In Florida è diventato membro del gruppo Monty Alexander, facendosi conoscere sulla scena internazionale. Ha poi affinato la sua formazione musicale con Billy Hart, a New York, alla fine degli anni settanta.
Di ritorno a Washington, si esibisce sulla scena locale con vari artisti tra cui Clifford Jordan, Milt Jackson, Freddie Hubbard, Woodie Shaw, Joe Williams, Gary Bartz, Eddie Henderson, John Hicks, Larry Willis, Mulgrew Miller. È con Gary Thomas che registra la sua prima composizione, "Pads".
In seguito raggiunge Shirley Horn, con la quale formerà un gruppo stabile per 25 anni: Charles Ables (basso) e Steve Williams (batteria). « L'importanza del bassista Charles Ables e del batterista Steve Williams per la cantante pianista Shirley Horn» è evidenziata a più riprese da numerosi critici, tra cui Don Heckman (Los Angeles Times, 2 febbraio 1995), il quale aggiunge «lavorando con estrema cura, seguendo ogni sua sottile e inattesa improvvisazione, i due risultano essere gli accompagnatori ideali di un'artista che non tollera chiaramente nulla tranne la perfezione».
La relazione musicale con Shirley Horn gli dà l'opportunità di esibirsi in giro per il mondo, registrando con numerosi artisti come Toots Thielemans, Branford Marsalis e Wynton Marsalis, Carmen McRae, Roy Hargrove e Miles Davis.
In seguito alla morte dell'artista Shirley Horn, Steve Williams decide nel 2006 di trasferirsi a New York, per seguire l'insegnamento di Michael Carvin. Nella Grande Mela prosegue la sua formazione musicale formando un quintetto di hard pop, che chiaramente possiamo definire originale. Si esibiscono per la prima volta in Europa al Festival di jazz di Capbreton, nell'agosto del 2006.
Il primo album di Steve Williams, come leader del suo nuovo gruppo, esce con il titolo di « New Incentive » nel 2007. Nel disco, Steve Williams, è accompagnato dagli altri talentuosi membri del gruppo: Olivier Hutman (p), Michael Bowie (b), Donvonte McCoy (t), et Antoine Roney (s); John Hicks, Gary Bartz e Roy Hargrove sono presenti come invitati.
Renaud Czarnes, nel Les Echos del 26 gennaio 2007 dice del disco "è uno splendore. Suono e swing meravigliosi. Suscita delle emozioni rare, tipiche dei grandi pezzi degli anni 60(...) Le composizioni (...) sono brillanti (...) Ci si perde nei suoni. (...) Quel tipo di musica e emozioni che dà la forza di alzarsi la mattina e restare tardi fino a sera..."
Conosciuto musicalmente come accompagnatore di Shirley Horn, Steve Williams è anche apprezzato come strumentista energico e sensibile, che ben si concilia con una raffinata conversazione musicale.

## Discografia
- 2006 New Incentive (Steve Williams)
- 2005 But Beautiful (Shirley Horn)
- 2004 Joe Williams's Finest Hour (Joe Williams)
- 2003 May the Music Never Ends (Shirley Horn)
- 2001 You're My Thrill (Shirley Horn)
- 2000
  - The Legacy Lives On (The Legacy Band)
  - Sketches Of James (Various)
  - The Face Of Love (Eugene Maslov)
- 1999 Trio+Strings (John Hicks)
- 1998
  - American Rhapsody (Vienna Art Orchestra)
  - I Remember Miles (Shirley Horn)
- 1997
  - Loving You (Shirley Horn)
  - Ballads from the Black Sea (Datevik)
- 1996
  - Monterey Jazz Festival - 40 Legendary Years (Various)
  - The Main Ingredient (Shirley Horn)
- 1995 Ramona (Jeffrey Smith)
- 1994
  - Masters From Different Worlds (Clifford Jordan-Ran Blake)
  - I Love You Paris (Shirley Horn)
- 1993 Light Out of Darkness (Shirley Horn)
- 1992
  - Here's to Life (Shirley Horn)
  - Glengarry Glen Ross (soundtrack) (Various)
- 1991
  - For My Lady (Toots Thielemans)
  - You Won't Forget Me (Shirley Horn)
- 1990 Dedicated to You (Carmen McRae)
- 1989
  - In Good Company (Joe Williams)
  - Close Enough for Love (Shirley Horn)
- 1988
  - Softly (Shirley Horn)
  - Code Violations (Gary Thomas)
- 1987
  - I Thought about You (Shirley Horn)
  - All of Me (Shirley Horn)
  - The Garden of the Blues (Shirley Horn)